# Excel表計算処理技能認定試験
Excel表計算処理技能認定試験（エクセルひょうけいさんしょりぎのうけんてい）は、サーティファイが1995年より実施している民間の検定試験。

## 概要
『Microsoft Excel』の基本操作からレイアウト、関数、グラフ、テーブル、マクロに至るまで、Microsoft Excelの操作や機能に関する知識・技能を評価する。
即戦力を証明する資格として、高く評価する企業もある。

## 試験科目、区分
受験級は、1級、2級、3級の3段階でレベル分けされている。
認定基準
- 1級：Microsoft Excelを用いてビジネス社会における高度な表計算処理を行うことができる。同時に、パソコン、表計算、ビジネス図表、ビジネス帳票、データベースに関する高度な実践的技能を駆使して業務処理を効率化することができる。
- 2級：Microsoft Excelを用いてビジネス社会における通常の表計算処理を行うことができる。同時に、パソコン、表計算、ビジネス図表に関する実践的な技能を有している。
- 3級：Microsoft Excelを用いてビジネス社会における簡単なワークシートの作成とデータの入力を行うことができる。同時に、パソコン、表計算、ビジネス図表に関する基礎的な技能を有している。

## 試験形式
すべての級で実技試験が実施される。1級および2級ではCBT方式の知識試験も実施される。
知識試験
コンピューター上に表示される多肢選択式の試験問題に解答する。全15問。試験時間は15分。
実技試験
コンピューターに表示される仕様や指示に基づき、ワークシートを作成する。試験時間は1級および2級では90分、3級では60分となる。
合格基準
1級および2級では、知識試験と実技試験の合計得点で得点率70%以上で合格となる。3級では実技試験で得点率70%以上の場合、合格となる。